# Paul Fagius
Paul Fagius, född 1504 i Rheinzabern, död den 13 november 1549 i Cambridge, var en tysk reformator och hebraist. 
Fagius var medarbetare till Martin Bucer och medföljde denne i exil till England efter antagandet av Augsburgska interim. Han var ungdomsvän till Wolfgang Capito.